# The Whole Dam Family and the Dam Dog
The Whole Dam Family and the Dam Dog est un film muet américain réalisé par Edwin S. Porter et sorti en 1905.

## Fiche technique
- Titre : The Whole Dam Family and the Dam Dog
- Réalisation : Edwin S. Porter
- Production : Edison Manufacturing Company
- Genre : Comédie
- Durée : 5 minutes
- Date de sortie :
  -  États-Unis : 31 mai 1905